# Kristijan de Div
Kristijan Rene Mari Žosef, viskon de Div (fr. Christian René Marie Joseph, Viscount de Duve; Tems Diton, 2. oktobar 1917 — Gre-Duaso, 4. maj 2013) bio je međunarodno poznat citolog i biohemičar.
Godine 1974. dobio je Nobelovu nagradu za fiziologiju ili medicinu, zajedno sa Albertom Klodom i Džordžom E. Paladom, za otkriće i opisivanje strukture i uloge ćelijskih organela peroksizoma i lizosoma.
Preminuo je 4. maja 2013. u 95. godini života.

## Bibliografija
- Genetics of Original Sin: The Impact of Natural Selection on the Future of Humanity. 2010. ISBN 978-0-300-16507-4. .
- A Guided Tour of the Living Cell. 1984. ISBN 978-0-7167-5002-4. .
- Blueprint for a Cell: the nature and origin of life. 1991. ISBN 978-0-89278-410-3. .
- Vital Dust: life as a cosmic imperative. 1996. ISBN 978-0-465-09045-7. .
- Life Evolving: molecules, mind, and meaning. 2002. ISBN 978-0-19-515605-8. .
- Singularities: landmarks on the pathways of life. 2005. ISBN 978-0-521-84195-5. .
- La cellule vivante, une visite guidée. 1987. ISBN 978-2-902918-52-2., Pour la Science.
- Construire une cellule. 1990. ISBN 978-2-7296-0181-2., Dunod.
- Poussière de vie. 1995. ISBN 978-2-213-59560-3., Fayard.
- Oberflächen-Lexikon. Drw Verlag. 2003. ISBN 978-3-87181-338-2.
- À l’écoute du vivant, éditions Odile Jacob, Paris. 2002.  978-2-7381-1166-1.
- Singularités: Jalons sur les chemins de la vie. 2005. ISBN 978-2-7381-1621-5., éditions Odile Jacob.
- Science et quête de sens. 2005. ISBN 978-2-7509-0125-7., Presses de la Renaissance.
- Génétique du péché originel. Le poids du passé sur l’avenir de la vie. 2009. ISBN 978-2-7381-2218-6., éditions Odile Jacob.

## Spoljašnje veze
- Autobiography
- [http://www.vega.org.uk/video/programme/126 F